# アッタポン・ノープロム
アッタポン・ノープロム（泰: อรรถพงศ์ หนูพรหม、1990年2月13日 - ）は、タイ王国・チョンブリー県出身のサッカー選手。アーミー・ユナイテッドFC所属。ポジションはミッドフィールダー。

## 経歴
2013年5月1日、AFCチャンピオンズリーグ2013のグループリーグ最終節FCソウル戦の89分に途中出場し、AFCチャンピオンズリーグでデビューした。

## 所属クラブ
- 2007年 - 2008年 タンピネス・ローバースFC
- 2009年 - 2010年 シーラーチャーFC
  - 2010年 チョンブリーFC (loan)
- 2010年 - 2011年 シーラーチャーFC
- 2012年 ラーチャブリーFC
- 2013年 ブリーラム・ユナイテッドFC
- 2013年 - 2016年 ラーチャブリーFC
  - 2015年 エアフォース・ユナイテッドFC (loan)
- 2017年 - アーミー・ユナイテッドFC